# Estación Cabo
La Estación Cabo es una de las estaciones del VLT de Recife, situada en Cabo de Santo Agostinho, al lado de la Estación Santo Inácio. Es una de las estaciones terminales de la Línea Cajueiro Seco–Cabo del VLT de Recife.
Fue inaugurada en 1858 y atiende a moradores y trabajadores del Centro de Cabo de Santo Agostinho.

## Historia
La estación fue originalmente inaugurada en 1858, siendo la primera estación terminal del Ferrocarril Recife a São Francisco. En 1905, la estación Cabo pasó a formar parte del Ramal Recife-Maceió. Ese ramal de pasajeros funcionó hasta los años 80. Actualmente la estación forma parte de la Línea Cajueiro Seco–Cabo del VLT de Recife.